# 澤爾內什蒂
澤爾內什蒂是羅馬尼亞的城鎮，位於該國中部，距離首府布拉索夫23公里，由布拉索夫縣負責管轄，面積204.75平方公里，海拔高度692米，2009年人口25,780，大多數居民信奉東正教。

## 外部連結
- Official site
- English site （页面存档备份，存于）